# Gruta da Fumaça
A gruta da Fumaça é uma caverna localizada na cidade de Iraquara, na parte norte da Chapada Diamantina, região central do estado brasileiro da Bahia. Em 2008 a gruna serviu de locação para a telenovela A Favorita, da rede Globo.
É "considerada uma das mais ricas formações geológicas [do Brasil], devido à diversidade de espeleotemas".

## Características
É uma caverna com belas formações, considerada bem preservada (a presença de espeleotemas quebrados é reputada a causas naturais, como blocos caídos do teto ou rachaduras horizontais em alguns destes). É caracterizada por um grande salão cercado por salas menores, bastante ornamentadas.
Dentre as salas destaca-se o "Salão da Luz", que possui muitas colunas brancas, cujo acesso se dá passando por várias estalagmites, bastante frágeis. Fica situada a 10 quilômetros da sede municipal e a 70 quilômetros de Lençóis.

## Turismo local

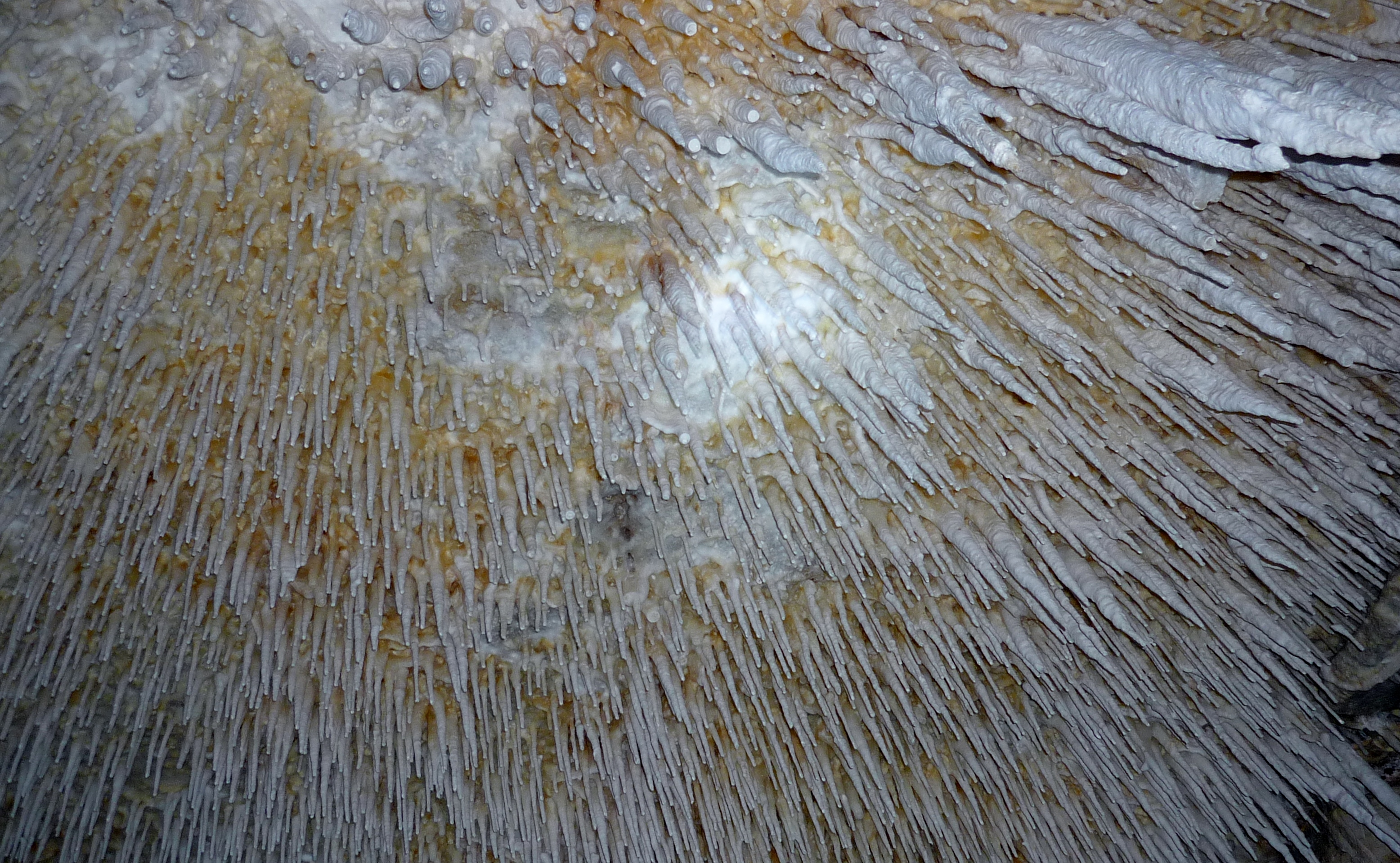
Estalactites em forma de agulha, no teto de um dos salões

Situada em propriedade particular, a gruta é objeto de visitação pública. Foi mapeada por uma equipe que, entretanto, não deixou o registro desse trabalho, razão pela qual seu proprietário solicitou a uma equipe de espeleólogos que realizassem um novo mapeamento em 2013 a fim de que pudesse ser elaborado um planejamento adequado para a visitação.
A equipe, composta por João Paulo Mallet (espeleomergulhador), Leda Zogbi e Admir Brunelli, realizou em um dia e meio a medição da caverna que apresentou na trena um comprimento de 775 metros (que com os abatimentos deve medir em volta de 600 metros). A visitação pode ser feita sem um guia, mas seu ingresso somente se dá com o acompanhamento de guia local que também fornece o capacete com iluminação, necessário para visualizar o interior da gruta. O passeio dura cerca de 45 minutos, tendo seu ponto algo o salão em que as formações do teto lembram milhares de agulhas.
Em 2008 a gruta serviu de cenário à novela "A Favorita", estrelada por Mariana Ximenes, que ali efetuou gravações. A visitação atualmente é realizada na parte norte com a presença de guias, sendo todo o trajeto marcado com fitas a fim de evitar ocorra danificação dos espeleotemas. Por conta disso o acesso ao "Salão da Luz" foi interditado, embora ali já tivesse ocorrido visitação.